# Mathieu Orfila
Pour les articles homonymes, voir Orfila.
Mateo José Buenaventura Orfila y Rotger, dit Mathieu Orfila, est né le 24 avril 1787 à Mahón (Minorque) et mort le 12 mars 1853 à Paris, est un médecin et chimiste espagnol, naturalisé français en 1818.
Doyen influent de la faculté de médecine de Paris, il est considéré comme le fondateur de la toxicologie médico-légale.

## Biographie
Mathieu Orfila est le fils d'Antoni Orfila et de Susanna Rotger. Son père voulait qu'il fasse une carrière navale et Orfila s'embarque pour un petit voyage qui échouera. Il décide d'étudier la médecine et commence sa formation à Minorque avec un professeur d'origine allemande, Cook, qui lui enseigne « les mathématiques élémentaires, la physique presque expérimentale, la logique et un peu d'histoire naturelle ». Orfila arrive en septembre 1804 à Valence pour étudier la médecine mais il continue ses études à Barcelone, puis à Paris.
Pendant l'hiver 1807-1808, et avec l'aide d'un riche propriétaire qui lui permet d'utiliser un grand nombre d'instruments dans son laboratoire, Orfila commence à donner des cours de physique et chimie « tous les jours, excepté les dimanches, entre quatre et cinq heures du soir ». Il continuera à dispenser des cours privés de sciences pendant les années suivantes jusqu'en 1819, quand il devient professeur à la faculté de médecine de Paris. Il enseignera la chimie à l'Athénée de Paris, en remplacement de Louis Jacques Thénard.
Il se marie le 16 août 1815, Paris, 11e, avec Anne Gabrielle Lesueur, née le 19 janvier 1793 à Paris, décédée à Paris le 5 juillet 1864 à l'âge de 71 ans, musicienne.
D'après ses cours privés, Orfila rédigea un manuel de chimie qui fut publié pendant l'été de 1817 et qui fut aussi reçu très favorablement. Ce manuel connaîtra huit éditions françaises, plusieurs traductions espagnoles, anglaises, allemandes, etc., et même des éditions abrégées, qui rendront l'ouvrage célèbre dans toute l'Europe. Orfila est naturalisé français, le 24 décembre 1818, et il est nommé le 1er mars 1819 « professeur de médecine légale » à la faculté de médecine de Paris par la Commission d'Instruction Publique. En 1821, il publie ses Leçons de médecine légale qui deviendront la source de son fameux Traité de Médecine Légale, qui sera publié et traduit à plusieurs reprises pendant les années 1830 et 1840.
Le 1er mai 1831, il est nommé doyen de la faculté de médecine de Paris. Il sera reconduit dans cette fonction le 6 mai 1836, le 21 mai 1841 et le 29 décembre 1847, jusqu'au 28 février 1848. Orfila introduit de nombreux changements dans la Faculté. Il propose la construction de pavillons de dissection en 1832. Il crée le musée d'anatomie pathologique (musée Dupuytren) en 1835, puis donne 60 000 francs pour la création du musée d'anatomie comparée, ouvert en 1845 (actuel  musée Orfila). En 1832, Orfila est nommé membre du Conseil général des hospices. L'année suivante, il deviendra président de l'Association de prévoyance des médecins qu'il avait fondée. Le 14 février 1834, il est aussi nommé membre du Conseil royal de l'instruction publique. Vers la fin de 1834, il est élu membre du conseil municipal et du conseil général de la Seine. Il est aussi nommé, le 11 juillet 1821, chevalier de la Légion d'honneur puis, le 30 décembre 1833, officier de la Légion d'honneur et, enfin, le 28 avril 1838, commandeur de la Légion d'honneur.
Il participe dans des affaires judiciaires célèbres comme l'affaire Mercier et l'affaire Lafarge. Dans cette dernière affaire, il fut ridiculisé par François Vincent Raspail, l'apôtre de la médecine libre, qui prônait une nouvelle médication plus accessible aux classes populaires. Orfila représentant la médecine officielle et diplômée, à l'inverse de Raspail, le poursuivit, quelques années plus tard, pour exercice illégal de celle-ci. Raspail fut condamné à quinze francs d'amende mais n'en continua pas moins ses consultations gratuites.
Orfila était amateur du jeu de dominos et faisait partie, avec d'autres personnalités, du Cercle des dominotiers, créé vers 1838 par le sculpteur Jean-Pierre Dantan. Il était également membre de la Société académique des Enfants d'Apollon fondée à Paris en 1740.
Mathieu Orfila est mort à son domicile, au no 45 rue Saint-André-des-Arts à Paris, le 12 mars 1853. Il est inhumé le jour suivant à Paris au cimetière du Montparnasse.
En 1875, la rue Orfila dans le 20e arrondissement de Paris, située dans le quartier de la place Gambetta, anciennement dénommée rue des Hautes-Gâtines, a pris le patronyme du célèbre toxicologue. Elle débouche à l'angle du nouvel hôpital Tenon.

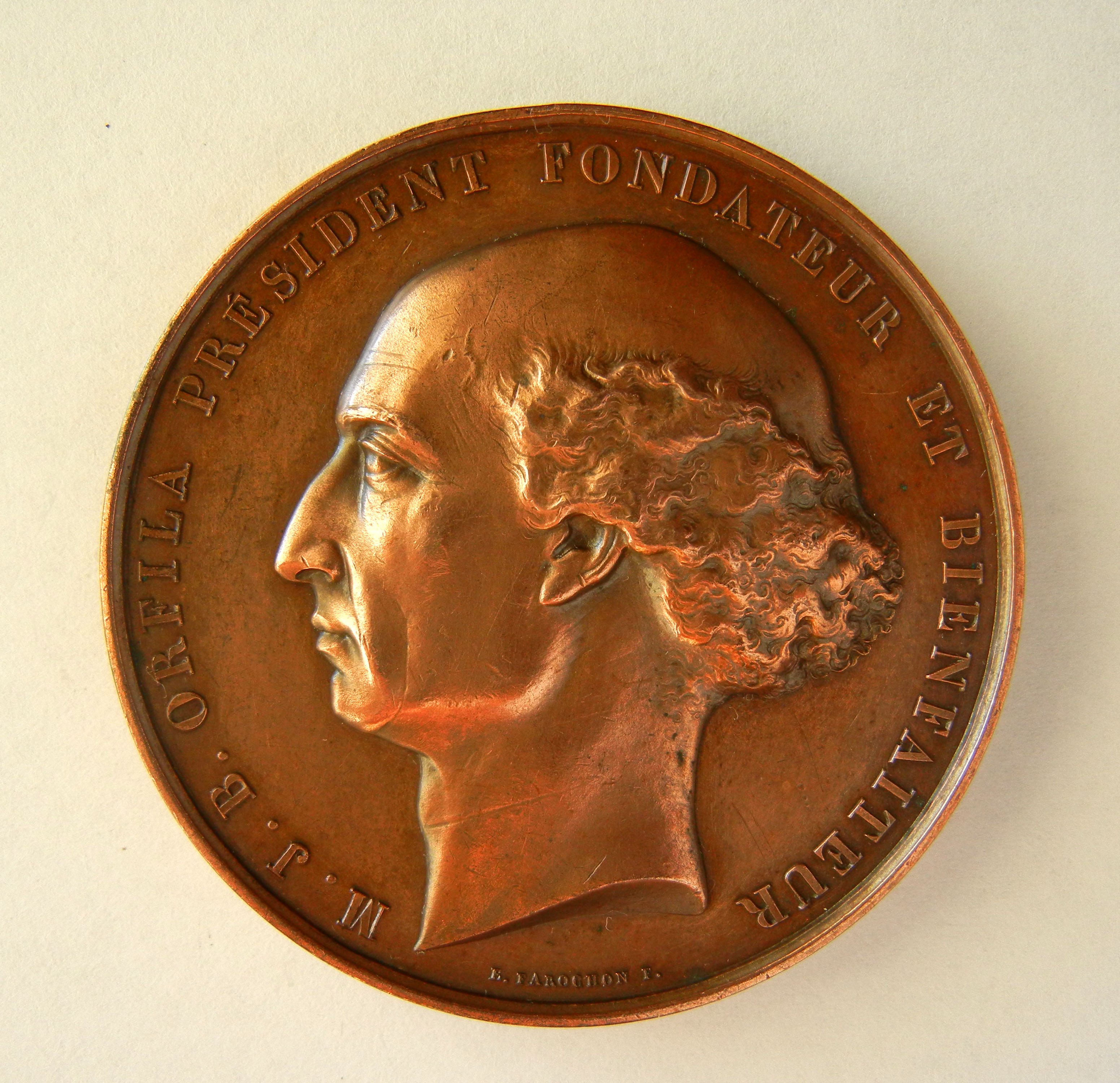
Jean-Baptiste Farochon, Médaille Mathieu Orfila (1787-1853) médecin et chimiste français, d'origine espagnole, avers.
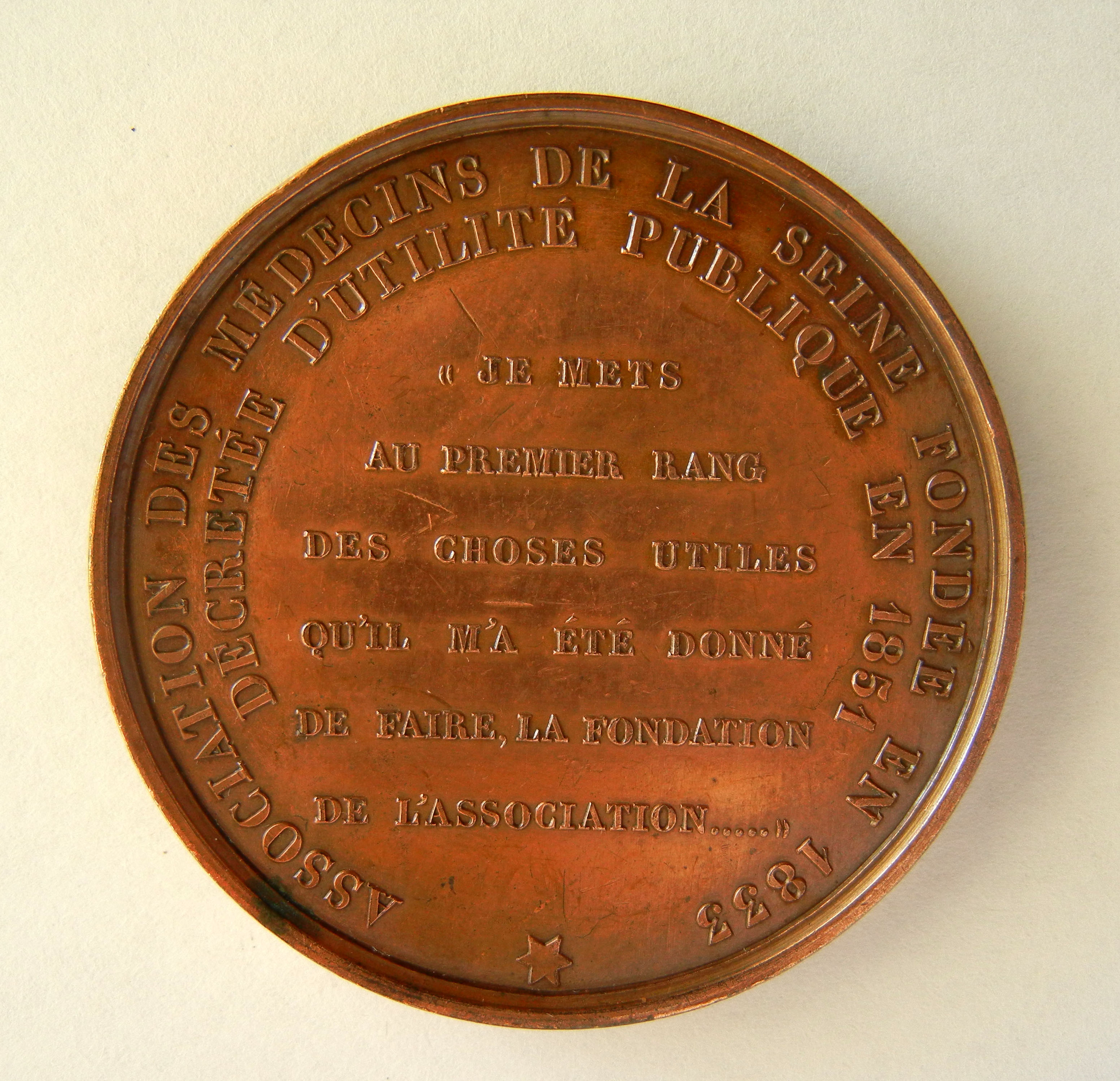
Jean-Baptiste Farochon, Médaille Mathieu Orfila (1787-1853) médecin et chimiste français, d'origine espagnole, revers.
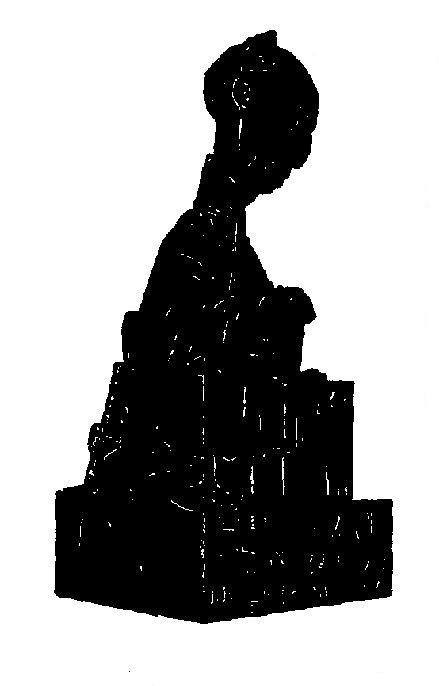
Jean-Pierre Dantan, Portrait charge du docteur Orfila, dominotier (1848).

## Publications

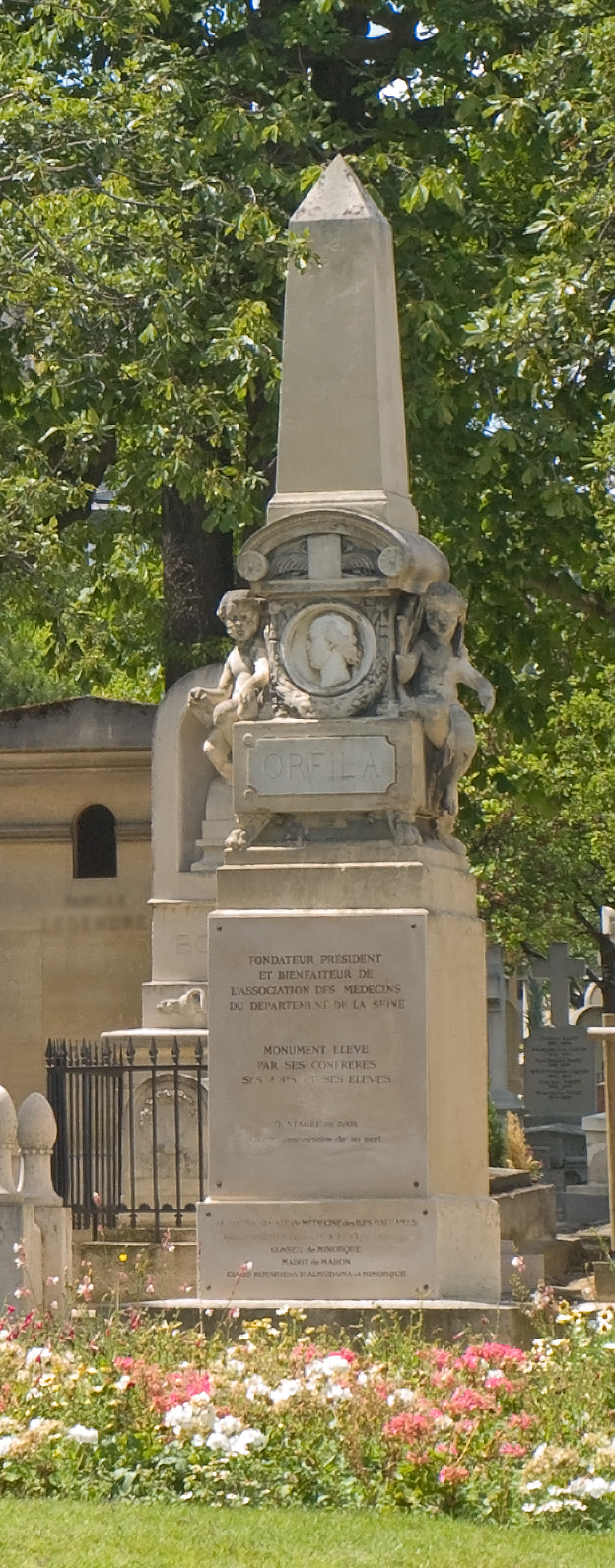
Monument funéraire de Mathieu Orfila, Paris, cimetière du Montparnasse.

- Éléments de chimie appliquée à la médecine et aux arts, Gabon et Crochard, 1824, 2 vol., troisième édition revue, corrigée et augmentée, tome 1  et Tome 2.
- Traité des poisons tirés des règnes minéral, végétal et animal, ou toxicologie générale, considérée sous les rapports de la physiologie, de la pathologie et de la médecine légale, Crochard (Paris), 1818, 2e édition :

1. Tome premier, Texte intégral.
2. Tome second , Texte intégral.

- Éléments de chimie médicale (1817)
- Secours à donner aux personnes empoisonnées ou asphyxiées: suivis des moyens propres à reconnaître les poisons et les vins frelatés, et à distinguer la mort réelle de la mort apparente (1818)
- Leçons de médecine légale (1823)
- Traité des exhumations juridiques (1830)
- Traité de médecine légale, Béchet (Paris), 1836, 3e édition [La troisième édition a pour titre traité de médecine légale au lieu de Leçons de médecine légale], 4 vol. et 1 atlas :

1. Tome premier, Texte intégral.
2. Tome deuxième, Texte intégral.
3. Tome troisième, Texte intégral.
4. Tome quatrième, Texte intégral.
5. Atlas , Texte intégral.

- Recherches sur l'empoisonnement par l'acide arsénieux (1841)
- Traité de toxicologie, Fortin et Masson (Paris), 1818, 4e édition,

1. Tome premier, Texte intégral.
2. Tome second , Texte intégral.

- Éléments de chimie, Labé (Paris), 1851, 2 volumes, 8e édition:

1. Tome premier, Texte intégral.
2. Tome second , Texte intégral.

## Titres, prix et distinctions
- 1811 : docteur en médecine de la faculté de Madrid.
- 1817 : professeur de médecine légale.
- 1820 : membre de l'Académie de médecine
- 1823 : professeur de chimie médicale.
- 1er mai 1831 : doyen de la faculté de médecine de Paris
- 2 juin 1838 : commandeur de la Légion d'honneur[9]